# Preu al comptat
El preu al comptat (en anglès spot price) és el preu de qualsevol mercaderia, valor financer o divisa que es transacciona en el moment actual. Es contrasta amb el preu forward, que és el preu futur de qualsevol mercaderia, valor financer o divisa que es pacta en un contracte de futurs, en el que el contracte es formalitza en el moment actual però la transacció es realitzarà en futur. El preu al comptat és calculat via mètode bootstrapping, que utilitza el preu de qualsevol dels instruments transaccionats que s'operen en els mercats per a elaborar la corba de preus al comptat.